# Baze v. Rees
Baze v. Rees ist ein Rechtsstreit, der vor dem Obersten Gerichtshof der Vereinigten Staaten verhandelt wurde (Docket-Nr. 07-5439).
Gegenstand waren Todesurteile gegen Ralph Baze und Thomas Bowling (jeweils Kentucky) wegen Mordes. Die Verurteilten waren der Ansicht, dass die sie erwartende Giftspritze eine grausame Bestrafung darstelle und damit gegen den VIII. Verfassungszusatz verstoße. Im Vorfeld des Verfahrens war es bei Hinrichtungen wiederholt zu Komplikationen gekommen, die den Tod der Betroffenen hinauszögerten und unbeabsichtigte Schmerzen verursachten.
Am 11. Juli 2007 stellten die Verteidiger einen Antrag auf Zulassung des Rechtsbehelf der Appellation (petition for writ of certiorari), dem das Gericht am 25. September 2007 stattgab und den Devolutiveffekt anordnete. Daraufhin kam es zu einem bundesweiten Moratorium für Hinrichtungen, um den Ausgang des Verfahrens abzuwarten. Die mündliche Verhandlung fand am 7. Januar 2008 statt. Am 16. April 2008 wurde die in Kentucky praktizierte Hinrichtungsart mit einer Mehrheit von 7:2 für verfassungskonform erklärt; Ruth Bader Ginsburg und David Souter trugen die Entscheidung nicht mit.
Siehe auch: Todesstrafe in den Vereinigten Staaten